# Polygala lycopodioides
Polygala lycopodioides är en jungfrulinsväxtart som beskrevs av Chod.. Polygala lycopodioides ingår i släktet jungfrulinssläktet, och familjen jungfrulinsväxter. Inga underarter finns listade i Catalogue of Life.